# Форија (Салерно)
Форија је насеље у Италији у округу Салерно, региону Кампанија.
Према процени из 2011. у насељу је живело 519 становника. Насеље се налази на надморској висини од 307 м.